# Campionati mondiali di snowboard 2019
I Campionati mondiali di snowboard 2019, 13ª edizione della manifestazione organizzati dalla Federazione internazionale sci e snowboard, si sono svolti tra Deer Valley e Park City, negli Stati Uniti d'America, dal 31 gennaio al 10 febbraio 2019.
Il programma ha incluso gare di snowboard cross, halfpipe, slopestyle, slalom parallelo, slalom gigante parallelo e big air, tutte sia maschili sia femminili più una gara di snowboard cross a squadre miste.

## Programma
| Giorno      | Gara                                      |
| ----------- | ----------------------------------------- |
| 31 gennaio  | Snowboard cross - Qualificazioni          |
| 1º febbraio | Snowboard cross - Finale                  |
| 3 febbraio  | Snowboard cross a squadre - Finale        |
| 4 febbraio  | Slalom gigante parallelo - Qualificazioni |
| 4 febbraio  | Slalom gigante parallelo - Finale         |
| 5 febbraio  | Slalom parallelo - Qualificazioni         |
| 5 febbraio  | Big air - Finale                          |
| 5 febbraio  | Slalom parallelo - Finale                 |
| 6 febbraio  | Halfpipe - Qualificazioni                 |
| 8 febbraio  | Halfpipe - Finale                         |
| 9 febbraio  | Slopestyle - Qualificazioni               |
| 10 febbraio | Slopestyle - Finale                       |

## Risultati

### Uomini

#### Slalom gigante parallelo
| Pos. | Atleta             | Nazione  |
| ---- | ------------------ | -------- |
| 1    | Dmitrij Loginov    | Russia   |
| 2    | Tim Mastnak        | Slovenia |
| 3    | Stefan Baumeister  | Germania |
| 4    | Vic Wild           | Russia   |
| 5    | Žan Košir          | Slovenia |
| 6    | Lukas Mathies      | Austria  |
| 7    | Edwin Coratti      | Italia   |
| 8    | Dario Caviezel     | Svizzera |
| 9    | Jasey Jay Anderson | Canada   |
| 10   | Oskar Kwiatkowski  | Polonia  |

#### Slalom parallelo
| Pos. | Atleta              | Nazione  |
| ---- | ------------------- | -------- |
| 1    | Dmitrij Loginov     | Russia   |
| 2    | Roland Fischnaller  | Italia   |
| 3    | Stefan Baumeister   | Germania |
| 4    | Dmitrij Sarsembajev | Russia   |
| 5    | Aaron March         | Italia   |
| 6    | Andreas Prommegger  | Austria  |
| 7    | Radoslav Jankov     | Bulgaria |
| 8    | Arvid Auner         | Austria  |
| 9    | Dario Caviezel      | Svizzera |
| 10   | Žan Košir           | Slovenia |

#### Snowboard cross
| Pos. | Atleta             | Nazione     |
| ---- | ------------------ | ----------- |
| 1    | Mick Dierdorff     | Stati Uniti |
| 2    | Hanno Douschan     | Austria     |
| 3    | Emanuel Perathoner | Italia      |
| 4    | Lucas Eguibar      | Spagna      |
| 5    | Jake Vedder        | Stati Uniti |
| 6    | Baptiste Brochu    | Canada      |
| 7    | Paul Berg          | Germania    |
| 8    | Leon Beckhaus      | Germania    |
| 9    | Alex Pullin        | Australia   |
| 10   | Loan Bozzolo       | Francia     |

#### Halfpipe
| Pos. | Atleta            | Nazione     | Punteggio |
| ---- | ----------------- | ----------- | --------- |
| 1    | Scotty James      | Australia   | 97,50     |
| 2    | Yūto Totsuka      | Giappone    | 92,25     |
| 3    | Patrick Burgener  | Svizzera    | 91,25     |
| 4    | Toby Miller       | Stati Uniti | 90,00     |
| 5    | Kent Callister    | Australia   | 79,00     |
| 6    | Ikko Anai         | Giappone    | 75,75     |
| 7    | Derek Livingston  | Canada      | 73,75     |
| 8    | Zhang Yiwei       | Cina        | 61,25     |
| 9    | Jan Scherrer      | Svizzera    | 38,75     |
| 10   | Jurij Podladčikov | Svizzera    | DNS       |

#### Slopestyle
A causa delle avverse condizioni atmosferiche la finale dello slopestyle è stata annullata e la classifica è stata determinata in base ai risultati delle qualificazioni.
| Pos. | Atleta              | Nazione     | Punteggio |
| ---- | ------------------- | ----------- | --------- |
| 1    | Chris Corning       | Stati Uniti | 93,25     |
| 2    | Mark McMorris       | Canada      | 93,00     |
| 3    | Justus Henkes       | Stati Uniti | 90,50     |
| 4    | Hiroaki Kunitake    | Giappone    | 89,75     |
| 5    | Takeru Ōtsuka       | Giappone    | 89,50     |
| 6    | Niek van der Velden | Paesi Bassi | 87,50     |
| 7    | Mons Røisland       | Norvegia    | 83,75     |
| 8    | Sebbe De Buck       | Belgio      | 82,50     |
| 9    | Rene Rinnekangas    | Finlandia   | 78,50     |
| 10   | Darcy Sharpe        | Canada      | 75,75     |

#### Big air
La competizione è stata annullata a causa delle avverse condizioni meteorologiche.

### Donne

#### Slalom gigante parallelo
| Pos. | Atleta                     | Nazione  |
| ---- | -------------------------- | -------- |
| 1    | Selina Jörg                | Germania |
| 2    | Natal'ja Soboleva          | Russia   |
| 3    | Ladina Jenny               | Svizzera |
| 4    | Milena Bykova              | Russia   |
| 5    | Maria Válová               | Russia   |
| 6    | Annamari Danča             | Ucraina  |
| 7    | Carolin Langenhorst        | Germania |
| 8    | Sabine Schöffmann          | Austria  |
| 9    | Patrizia Kummer            | Svizzera |
| 10   | Ramona Theresia Hofmeister | Germania |

#### Slalom parallelo
| Pos. | Atleta                     | Nazione  |
| ---- | -------------------------- | -------- |
| 1    | Julie Zogg                 | Svizzera |
| 2    | Annamari Danča             | Ucraina  |
| 3    | Ramona Theresia Hofmeister | Germania |
| 4    | Maria Válová               | Russia   |
| 5    | Selina Jörg                | Germania |
| 6    | Patrizia Kummer            | Svizzera |
| 7    | Sabine Schöffmann          | Austria  |
| 8    | Aleksandra Król            | Polonia  |
| 9    | Cheyenne Loch              | Germania |
| 10   | Daniela Ulbing             | Austria  |

#### Snowboard cross
| Pos. | Atleta              | Nazione     |
| ---- | ------------------- | ----------- |
| 1    | Eva Samková         | Rep. Ceca   |
| 2    | Charlotte Bankes    | Regno Unito |
| 3    | Michela Moioli      | Italia      |
| 4    | Francesca Gallina   | Italia      |
| 5    | Lindsey Jacobellis  | Stati Uniti |
| 6    | Raffaella Brutto    | Italia      |
| 7    | Chloé Trespeuch     | Francia     |
| 8    | Carle Brenneman     | Canada      |
| 9    | Nelly Moenne-Loccoz | Francia     |
| 10   | Lara Casanova       | Svizzera    |

#### Halfpipe
| Pos. | Atleta            | Nazione     | Punteggio |
| ---- | ----------------- | ----------- | --------- |
| 1    | Chloe Kim         | Stati Uniti | 93,50     |
| 2    | Cai Xuetong       | Cina        | 84,00     |
| 3    | Maddie Mastro     | Stati Uniti | 82,00     |
| 4    | Queralt Castellet | Spagna      | 81,00     |
| 5    | Arielle Gold      | Stati Uniti | 79,00     |
| 6    | Verena Rohrer     | Svizzera    | 75,00     |
| 7    | Kurumi Imai       | Giappone    | 74,50     |
| 8    | Elizabeth Hosking | Canada      | 60,25     |
| 9    | Mirabelle Thovex  | Francia     | 67,00     |
| 10   | Qiu Leng          | Cina        | 63,50     |

#### Slopestyle
A causa delle avverse condizioni atmosferiche la finale dello slopestyle è stata annullata e la classifica è stata determinata in base ai risultati delle qualificazioni.
| Pos. | Atleta               | Nazione       | Punteggio |
| ---- | -------------------- | ------------- | --------- |
| 1    | Zoi Sadowski-Synnott | Nuova Zelanda | 91,75     |
| 2    | Silje Norendal       | Norvegia      | 88,75     |
| 3    | Jamie Anderson       | Stati Uniti   | 87,25     |
| 4    | Cheryl Maas          | Paesi Bassi   | 84,25     |
| 5    | Reira Iwabuchi       | Giappone      | 82,75     |
| 6    | Jasmine Baird        | Canada        | 82,50     |
| 7    | Klaudia Medlová      | Slovacchia    | 78,50     |
| 8    | Brooke Voigt         | Canada        | 78,25     |
| 9    | Laurie Blouin        | Canada        | 75,75     |
| 10   | Enni Rukajärvi       | Finlandia     | 69,50     |

#### Big air
La competizione è stata annullata a causa delle avverse condizioni meteorologiche.

### Misto

#### Snowboard cross a squadre
| Pos. | Nazione       | Atleti                               |
| ---- | ------------- | ------------------------------------ |
| 1    | Stati Uniti 1 | Mick Dierdorff Lindsey Jacobellis    |
| 2    | Italia 1      | Omar Visintin Michela Moioli         |
| 3    | Germania 1    | Paul Berg Hanna Ihedioha             |
| 4    | Italia 2      | Emanuel Perathoner Francesca Gallina |
| 5    | Francia 1     | Loan Bozzolo Chloé Trespeuch         |
| 6    | Canada 2      | Baptiste Brochu Carle Brenneman      |
| 7    | Francia 2     | Merlin Surget Nelly Moenne-Loccoz    |
| 8    | Svizzera 1    | Kalle Koblet Lara Casanova           |
| 9    | Stati Uniti 2 | Jake Vedder Stacy Gaskill            |
| 10   | Canada 1      | Éliot Grondin Meryeta O'Dine         |

## Medagliere
| Pos.   | Paese         | Oro | Argento | Bronzo | Totale |
| ------ | ------------- | --- | ------- | ------ | ------ |
| 1      | Stati Uniti   | 4   | 0       | 3      | 7      |
| 2      | Russia        | 2   | 1       | 0      | 3      |
| 3      | Germania      | 1   | 0       | 4      | 5      |
| 4      | Svizzera      | 1   | 0       | 2      | 3      |
| 5      | Australia     | 1   | 0       | 0      | 1      |
| 5      | Nuova Zelanda | 1   | 0       | 0      | 1      |
| 5      | Rep. Ceca     | 1   | 0       | 0      | 1      |
| 8      | Italia        | 0   | 2       | 2      | 4      |
| 9      | Austria       | 0   | 1       | 0      | 1      |
| 9      | Canada        | 0   | 1       | 0      | 1      |
| 9      | Cina          | 0   | 1       | 0      | 1      |
| 9      | Giappone      | 0   | 1       | 0      | 1      |
| 9      | Gran Bretagna | 0   | 1       | 0      | 1      |
| 9      | Norvegia      | 0   | 1       | 0      | 1      |
| 9      | Slovenia      | 0   | 1       | 0      | 1      |
| 9      | Ucraina       | 0   | 1       | 0      | 1      |
| Totale | Totale        | 11  | 11      | 11     | 33     |